# Lac Dezadeash
Le lac Dezadeash est un lac situé au Yukon (Canada). Il borde le Parc national et réserve de parc national de Kluane, et s'étend sur les bords de la Chaîne Saint-Élie.
Durant la Seconde Guerre mondiale un camp militaire y avait été installé, au kilomètre 202 de la Haines Highway pendant la construction de cette route et de la route de l'Alaska. Ce camp a été transformé en hébergement en 1960.